# بخش نیلور
بخش نیلور (به انگلیسی: Nellore district) یک بخش در هند است که در آندرا پرادش واقع شده‌است. بخش نیلور ۲٬۹۶۶٬۰۸۲ نفر جمعیت دارد.